# Chermoula
La chermoula è un condimento diffuso in Algeria, Libia, Marocco e Tunisia.

## Descrizione
La chermoula è una salsa a base di aglio, cumino, coriandolo, olio, succo di limone e sale. Le varianti regionali contengono, a seconda della ricetta, limoni in conserva, cipolle, peperoncini macinati, pepe nero, zafferano e altre erbe aromatiche. L'intingolo viene spesso usato sul pesce o i frutti di mare, ma è anche indicato per conferire sapore ad alcune carni e verdure.